# N9 (Guinea)
Die N9 ist eine Fernstraße in Guinea, die in Kandika an der Grenze von Guinea-Bissau beginnt und in Lébékére endet. Dort geht sie in die N8 über. Sie ist 200 Kilometer lang.